# Os marí de Juan Fernández
L'os marí de Juan Fernández (Arctocephalus philippii) és un os marí que es reprodueix a les illes Juan Fernández, davant de les costes de Xile. És la segona espècie de pinnípede més petita (després del seu parent proper, l'os marí de les Galápagos). Descoberta pel navegant Juan Fernández al segle xvi, aquest otàrid esdevingué l'objectiu de caçadors de foques al segle següent. A principis del segle xx ja gairebé s'havia extingit (només en quedaven 200 exemplars), però des que està protegida les poblacions han crescut molt. Es creu que avui en dia n'hi ha uns 10.000.